# Jo Weil
Jo Weil, de son vrai nom Johannes Hermann Bruno Anton Weil, né le 29 août 1977 à Francfort-sur-le-Main, est un acteur allemand. Il est principalement connu pour son rôle d'Oliver Sabel dans Verbotene Liebe, soap opera de la chaine Das Erste. Il y incarne un jeune serveur tombé amoureux de son colocataire Christian Mann (interprété par Thore Schölermann), avec lequel il forme l'un des couples phare du feuilleton depuis 2007. L'impact de leur histoire a débordé les frontières allemandes via internet, alors que le feuilleton n'est pas diffusé hors de l'espace germanophone. En France, Jo est connu pour son rôle dans Medicopter, diffusé sur TF1 et NT1.

## Filmographie
- 1997 : Geliebte Schwestern
- 1997 : Der Einstellungstest
- 1999 : Motorradcops
- 1999–2002 puis de 2007 à 2015: Verbotene Liebe (série TV) : Kirk Strohberg (ep 1208 & 1220) then Oliver Sabel
- 2001 : Layla (court-métrage)
- 2004–2007 : Medicopter : l'infirmier Florian Lenz
- 2004 : Warten auf irgendwas (court-métrage)
- 2005 : The Autobahn (film)
- 2008 : 112 Unité d'urgence : Andreas Klein
- 2010 : Confessions of a Female Killer
- 2011 : Mein drittes Ich - In Serie
- 2011 : At Close Range (court métrage) : Thomas
- 2012 : Tatort (série TV) : Toni, un callboy.
- 2017 : Sodom: Michael

## Théâtre
- 2000 : Glück auf
- 2004-2005 : Gespenster
- 2006-2007 : Bei Verlobung Mord
- 2007-2009 : Ganze Kerle (Tough Guys)

## Chroniqueur
- depuis 2009 : Weil's World à « reFRESH »